# 船越涼太
船越 涼太（ふなこし りょうた、1993年11月26日 - ）は、千葉県流山市出身の元プロ野球選手（捕手）。右投右打。妹は女子野球日本代表でプレー経験のある船越千紘。

## 経歴

### プロ入り前
流山市立江戸川台小学校時代は地元の少年野球チーム（初石クーガーズ）に所属。小学校6年生のときにはエースで4番でキャプテンとして臨んだ第2回CUP選抜学童軟式野球大会（関東大会）にて優勝の経験がある。さらに同年にはマリーンズJrに選出され、第1回NPB12球団ジュニアトーナメント準優勝に貢献。この時のチームメートに髙山俊、近藤健介らがいる。流山市立北部中学校では軟式野球部に所属。
柏市立柏高校野球部では遊撃手として1年次からレギュラーとして活躍し、2年夏の大会は5番打者として全試合に出場し、8強入り。3年次には主将、4番として活躍するも4回戦敗退。高校通算20本塁打、甲子園出場経験はなし。この時のチームメートに宇佐見真吾と森和樹がいる。
卒業後、王子に入社し、捕手に取り組み始めた。社会人2年目に都市対抗野球本戦に出場。4年目の都市対抗野球本戦では、チーム防御率0.72とする好リードを見せ、打撃でも準々決勝で2ラン本塁打を放つなどの活躍でベスト4入りに貢献。捕手転向4年目の浅いキャリアながらも、強肩と巧みなインサイドワークで注目を集めた。
2015年のプロ野球ドラフト会議で広島東洋カープから4位で指名された。また王子のチームメイトで1歳年下の西川龍馬も5位で指名を受けた。契約金4,300万円、年俸800万円で入団、背番号は54に決まった。

### 広島時代

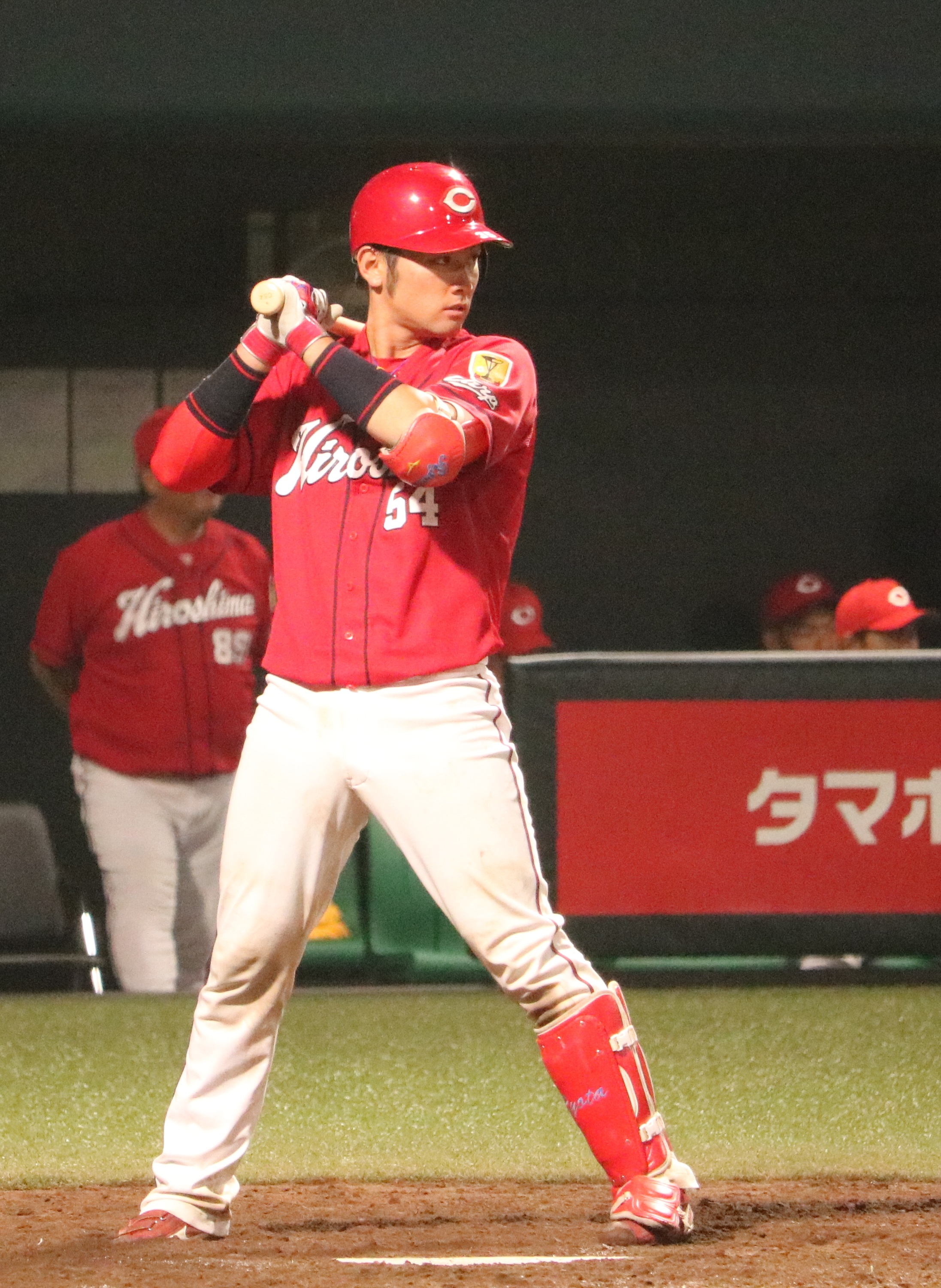
打席での船越（2017年7月28日、ウエスタン・リーグにて撮影）

2016年7月12日の読売ジャイアンツ戦で代打で公式戦初出場を果たし、初打席で初安打を放った。同年の出場はこの1試合のみだった。
2017年は公式戦出場がなく、二軍のウエスタン・リーグでは50試合に出場し、打率.234、1本塁打、14打点だった。
2019年は開幕一軍入りを果たしたが、この年の出場はなかった。シーズン終了後の10月21日に戦力外通告を受け、現役引退を発表した。

### 王子復帰後
2020年1月、古巣の王子硬式野球部に復帰して現役続行したが、2022年シーズン途中に退団。
2024年11月4日、みよし運動公園野球場で開催された広島カープOBによるイベント「REDFES 2024」に登場。現在は自動車関係の仕事をしており、選手としてはプレーしていないことを明かした。

## 選手としての特徴
遠投は115m、二塁への送球は1.8秒台と強肩。

## 詳細情報

### 年度別打撃成績
| 年 度    | 球 団    | 試 合 | 打 席 | 打 数 | 得 点 | 安 打 | 二 塁 打 | 三 塁 打 | 本 塁 打 | 塁 打 | 打 点 | 盗 塁 | 盗 塁 死 | 犠 打 | 犠 飛 | 四 球 | 敬 遠 | 死 球 | 三 振 | 併 殺 打 | 打 率 | 出 塁 率 | 長 打 率 | O P S |
| -------- | -------- | ----- | ----- | ----- | ----- | ----- | -------- | -------- | -------- | ----- | ----- | ----- | -------- | ----- | ----- | ----- | ----- | ----- | ----- | -------- | ----- | -------- | -------- | ----- |
| 2016     | 広島     | 1     | 1     | 1     | 1     | 1     | 0        | 0        | 0        | 1     | 0     | 0     | 0        | 0     | 0     | 0     | 0     | 0     | 0     | 0        | 1.000 | 1.000    | 1.000    | 2.000 |
| 2018     | 広島     | 1     | 0     | 0     | 0     | 0     | 0        | 0        | 0        | 0     | 0     | 0     | 0        | 0     | 0     | 0     | 0     | 0     | 0     | 0        | ----  | ----     | ----     | ----  |
| NPB：2年 | NPB：2年 | 2     | 1     | 1     | 1     | 1     | 0        | 0        | 0        | 1     | 0     | 0     | 0        | 0     | 0     | 0     | 0     | 0     | 0     | 0        | 1.000 | 1.000    | 1.000    | 2.000 |

### 年度別守備成績
| 年 度 | 球 団 | 捕手  | 捕手  | 捕手  | 捕手  | 捕手  | 捕手     | 捕手  | 捕手     | 捕手     | 捕手     | 捕手     |
| 年 度 | 球 団 | 試 合 | 刺 殺 | 補 殺 | 失 策 | 併 殺 | 守 備 率 | 捕 逸 | 企 図 数 | 許 盗 塁 | 盗 塁 刺 | 阻 止 率 |
| ----- | ----- | ----- | ----- | ----- | ----- | ----- | -------- | ----- | -------- | -------- | -------- | -------- |
| 2018  | 広島  | 1     | 1     | 0     | 0     | 0     | 1.000    | 0     | -        | -        | -        | -        |
| 通算  | 通算  | 1     | 1     | 0     | 0     | 0     | 1.000    | 0     | -        | -        | -        | -        |

### 記録
- 初出場：2016年7月12日、対読売ジャイアンツ12回戦（MAZDA Zoom-Zoomスタジアム広島）、7回裏に今村猛の代打で出場
- 初打席・初安打：同上、戸根千明から中前安打

### 背番号
- 54 （2016年 -  2019年）